# Willa przy ul. Ostródzkiej 2 w Iławie
Willa przy ul. Ostródzkiej 2 – zabytkowy budynek w Iławie z przełomu XIX i XX wieku.
Budynek na planie prostokąta został zbudowany na przełomie XIX i XX wieku. Ściany, posadowione na kamiennych fundamentach, zbudowane są z żółtej cegły. Obiekt składa się z dwóch kondygnacji nakrytych dachem dwuspadowym, obecnie blaszanym. Fasada budynku jest siedmioosiowa. W osi środkowej w dolnej części znajduje się przybudówka mieszcząca wejście do budynku, a w partii dachu - szeroka facjata. Otwory okienne i drzwiowe zamknięte są łukami odcinkowymi.
Budynek wpisany jest do rejestru zabytków pod numerem A-4501 z 22.02.2008. 
Do najsłynniejszych mieszkańców willi należał Fritz Hekkele - właściciel zakładu kamieniarskiego w Iławie, twórca pomnika poświęconego żołnierzom z iławskiego garnizonu. Pomnik w latach 1929-1945 znajdował się na koronie stadionu w Iławie